# Дедяков

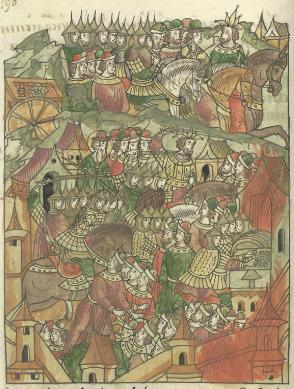
Взятие Дедякова в 1278 году.
Лицевой летописный свод.

Дедяков (также: Дедеяков, Тетяков, Тютяков, Титяков) — средневековый аланский (в летописях — «яский») город на Северном Кавказе, упоминаемый в русских летописных источниках. Местонахождение Дедякова неизвестно и предполагается в ряде пунктов Северного Кавказа.

## В источниках
Под 1277—1278 годами (6785—6786 год от сотворения мира) в Симеоновской летописи, об участии русских князей в походе на Северный Кавказ совместно с татарами, сказано: «Князь же Ростовский Глеб Василькович с братаничем своим с князем Константином, князь Фёдор Ростиславич, князь Андрей Александрович и иные князи мнози с бояры и слугами поехаша на войну с царем Менгутемером, и поможе бог князем русскым, взяша славный град Яськый Дедеяков, зиме месяца февраля в 8, на память святого пророка Захарии, и полон и корысть велику взяша, а супротивных без числа оружием избиша, а град их огнём пожгоша».
Для решения проблемы локализации города важно, что он назван «славный град Яськый Дедеяков». Ясами в русских летописях XIII века называли алан Северного Кавказа, а эпитет «славный» говорит о том, что город был достаточно крупным и известным. К сожалению, это сообщение не сопровождается более точными географическими указаниями.
- Поход русских князей во главе с ханом Менгу-Тимуром на Дедяков. (Лицевой летописный свод[3])

Поход русских князей во главе с ханом Менгу-Тимуром на Дедяков. (Лицевой летописный свод)
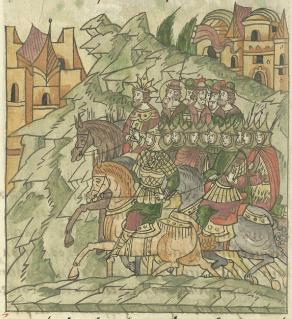
Князья идут в поход.
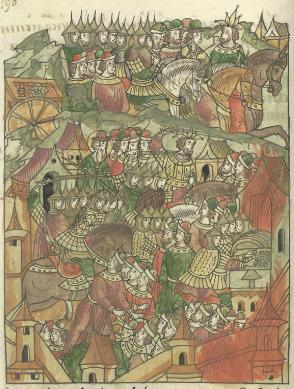
Штурм города (вверху  князья возвращаются с добычей).
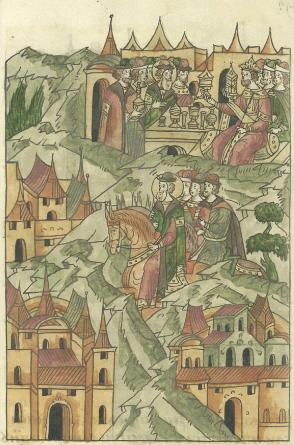
Празднование победы (внизу — князья возвращаются домой).

Под 1319 годом в Никоновской летописи, в рассказе о гибели Михаила Тверского, указаны следующие географические ориентиры места его смерти: «❬…❭за рекою за Теркою, под великими горами под Ясскими и Черкасскими, у града Титякова, на реце Сивинце, близ Врат Железных, у болвана медного златыя главы, у Темиревы богатыревой могилы».
Большинство современных исследователей считает, что «Терка» — это река Терек, «Сивинец» — река Сунжа (исходя из её местного тюрко-персидского наименования «Севендж» или «Сундж»), а «Врата Железные» — Дарьяльский проход через Кавказский хребет. Впрочем, существуют и другие версии. Так В. А. Штро отождествляет «Сивинец» с рекой Сулак, а Железные Ворота — с Дербентским проходом вдоль Каспия.
При попытках локализации города также часто используется летописное описание пути по которому было перевезено тело Михаила Тверского из Дедякова в Москву: «Князь Юрий повеле взяти тело его и положища на телегу перевезоша за реку Адьжь. После же оттуда тело Можча-рык, оттуда перевезоша его ко граду Бездежу… и довезеша его до Москвы». Река Аджь — на тюркских языках означает «горечь», «печаль» (по летописи «еще зовется Горесть, горесть бо и бе братие») — довольно распространённый топоним на Кавказе и Прикаспии. По мнению Е. Г. Пчелиной, речь здесь может идти Горькой протоке в дельте Терека недалеко от современного Кизляра. Город Бездежь стоял на Волге у современной Енотаевки.

Гибель Михаила Тверского у Дедякова. (Лицевой летописный свод)
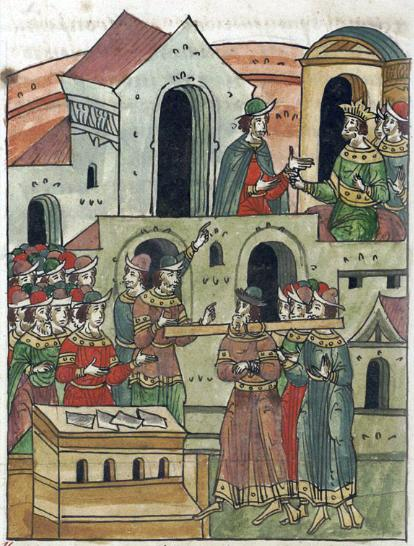
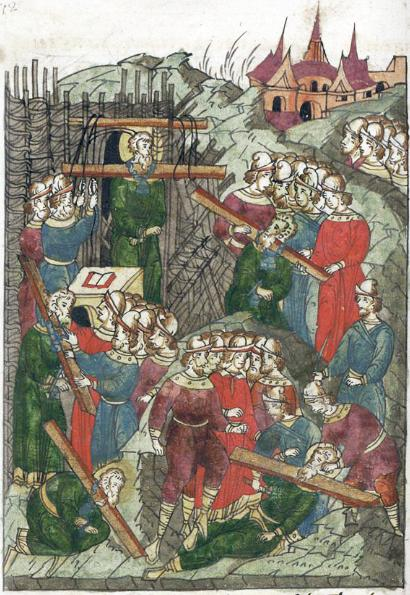
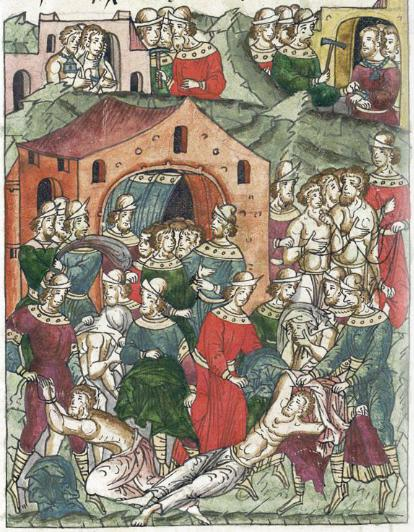
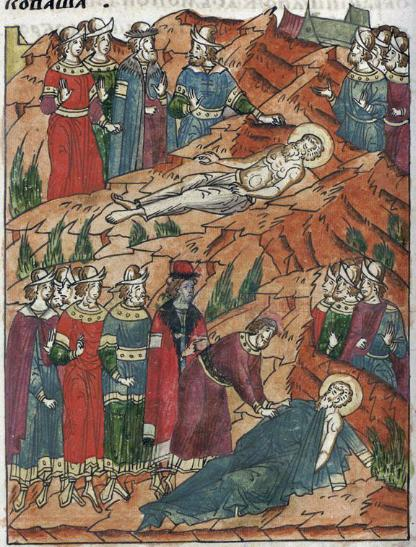
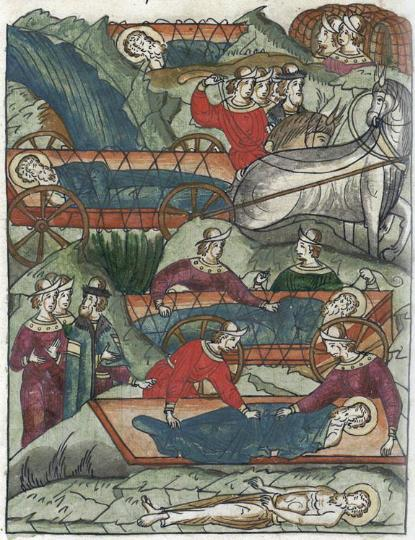

### Название
В различных списках русских летописей приводятся отличающиеся названия города.
- Титяков (Тетяков): Львовская летопись[13], IV Новгородская летопись[14], V Новгородская летопись, Софийская I летопись[15], Степенная книга[16], Тверская летопись[9].
- Дедяков / Титяков: Воскресенский список[17], Московский летописный свод[18], Никоновская летопись[19] — в этих летописях в событиях 1277—1288 годов город назван Дедяков (Дадаков), а в записях 1319 года — Титяков (Тетяков).
- Дедеяков: Троицкая летопись (в реконструкции М. Д. Присёлкова)[20].

В современной научно-исторической литературе в основном используется название «Дедяков».
Считалось, что исходное название города искажено русским окончанием «-ов», которое отсутствует в кавказских языках. В. Ф. Миллер высказал пpедположение, что окончание «-ков» представляет собой осетинское «-хьау» (в русском написании «-кау»), присущее названиям многих осетинских сёл и означающее «селение». Следовательно Дедяков-Титяков русских летописей следует понимать как осетинское «Дедя-хъоеу» или «Тетя-хъоеу». Е. Г. Пчелина приводит и другое возможное толкование исходного названия, как производное от чечено-ингушского «Дяттахо» — названия местности, которое фигурирует в фольклорном сказании «О канаве Тимира Хромого».

### Ирак-И-Дадиан
Ирак-и Дадиан — в работе путешественника XVII века Эвлия Челеби «Книга путешествий». Эвлия Челеби называет Татартуп «Ирак-и Дадианом», это название, возможно, состоит в связи с именем «Дедяков».

## Попытки локализации
Первая (неудачная) попытка установить местонахождение города Дедякова была сделана М. М. Щербатовым. В своей работе «История Российская от древнейших времён», рассказывая о походе русских князей 1277—1278 годов, он, перепутав кавказских ясов с жившими на Днестре язами, решил, что Дедяков находится в Молдавии. Эта же ошибка, без упоминания названия города, была сделана В. Н. Татищевым в его работе «История Российская от древнейших времён».

### Южный Дагестан (Дербент, Сулак)
Не соотнося Дедяков русского похода 1277—1278 годов с Титяковым как местом гибели Михаила Тверского, М. М. Шербатов указывал месторасположение последнего в Южном Дагестане у Дербента. По-видимому, основанием для этого ему послужило упоминание в летописи «Врат Железных», которые в тогдашней исторической науке считались только Дербентским проходом вдоль Каспия. Не соглашаясь со Щербатовым по поводу того, что Дедяков расположен на Днестре, Н. М. Карамзин всё же отнесил его к Южному Дагестану, от себя добавляя, что это мог быть тогдашний аул Дедух или Дивен. С Карамзиным не согласился Ю. Клапрот, указав что это место не единственное на Кавказе, где стояли Железные ворота. В конце XX века В. А. Штро высказал предположение о нахождении Дедякова в бассейне реки Сулак, в районе Андрейаула (аул Эндирей).

### Куртатинское ущелье (Фиагдон)
П. Г. Бутков высказал предположение, что Дедяков мог быть расположен в местности Хуыск-адаг (Сухой овраг) в Куртатинском ущелье на реке Фиагдон. В. Б. Пфафф, посетив ущелья реки Фиагдон и поразившись количеству расположенных там средневековых памятников, также высказался за возможность расположения летописного Дедякова в Куртатинском ущелье. Ф. С. Гребенец (Панкратов) считал, что селение Даллагкау на Фиагдоне, является этим легендарным городом. По мнению современных исследователей, Гребенец принял остатки родового посёлка легендарных прародителей осетин Тага и Курта, с многочисленными оборонительными башнями и укреплёнными усадьбами, за остатки древнего города. М. А. Караулов утверждал, что летописным Тетяковым является осетинское село Теттикау на Фиагдоне. По мнению некоторых историков, село с таким названием ни в этой местности, ни где-нибудь ещё в Осетии, никогда не существовало.

### Владикавказ
В XIX веке возникло предположение о связи Дедякова с городищем хазаро-аланского времени, лежавшего к югу от Владикавказа (в южной части современного города) на холмах правого берега Терека. Об этом писали Ю. Клапрот, Х. Д. Френ, Й. Хаммер-Пургшталь, В. Ф. Миллер, И. И. Толстой и Н. П. Кондаков. В XX веке эту точку зрения поддерживали А. А. Миллер, Б. В. Скитский, Л. П. Семёнов, В. Ф. Минорский. Эта же версия попала в «Очерки истории СССР». По мнению современных исследователей, данная гипотеза не учитывает указание всех списков летописей на близость реки Сивинец (Сунжи).
Стоит отметить, что первые населённые пункты у истоков реки Сунжи — одноимённое осетинское селение Сунжа и селение Комгарон — находятся в 15—20 км от Владикавказа. Таким образом, крепость Владикавказ находилась на местности, расположенной между Тереком и Сунжой, правда непосредственно на правом берегу Терека и в 15—20 км от реки Сунжа.

### Верхний Джулат (Татартуп)
Разочаровавшись в поисках Дедякова в Куртатинском ущелье, П. Г. Бутков стал первым, кто высказал предположение о его нахождении в Татартупе. В середине XX века эта версия была поддержана Л. И. Лавровым. В своей работе Лавров опирается на сведения из утраченной старинной рукописи, находившейся в архиве командира Моздокского полка А. А. Султан Казы-Гирея, в которой говорилось о том, что Узбек-хан в 1319 году занимался исправлением укрепления Жулат. В другой своей работе он приводит данные Плано Карпини о многолетней осаде монголами «какой-то горы у алан», считая, что этой горой является Татартуп-Дедяков. Это предположение было подвергнуто критике Е. Г. Пчелиной, ввиду слабой обоснованности и аргументации. Вслед за Лавровым отождествление Дедякова с Верхнеджулатским городищем (Татартупом) было поддержано М. Г. Сафаргалиевым, Б. В. Скитским, В. А. Кучкиным, а также проводившими здесь раскопки Е. И. Крупновым и В. А. Кузнецовым. Эта же версия, за подписью Е. И. Крупнова, фигурирует в «Большой советской энциклопедии». Главным недостатком данной гипотезы является то, что Дедяков, согласно летописным источникам, стоял за Тереком, на реке Сивинец, а Татартуп находится непосредственно на Тереке.

### Бассейн реки Сунжа
Изучая летописные источники, В. О. Ключевский пришёл к выводу о том, что Дедяков стоял на реке Сунже. В начале XX века об этом же упоминал Н. Ф. Яковлев.
Бассейн реки Сунжа («Сивинец» русских летописей), Гамурзиевское городище в Назрановском районе Ингушетии.
Часть Сунжи протекает в Северной Осетии, и первые населённые пункты Комгарон и Сунжа находятся в Осетии, в 15—20 км от Владикавказа.